# 司禱
司禱員（Lay Reader；亦稱司禱；原稱為Reader/Lector）是屬小聖品的成員之一。聖公會曾於宗教改革時廢除此職，但英國聖公會於18世紀末重新制定規條恢復司禱員一職。
現在的司禱員全部均為義務性質，需接受教區的神學訓練經過考核並獲主教所發的許可證後，方可於牧區協助聖品（天主教稱司鐸）主持聖禮，宣講福音，牧養會眾，教導《聖經》及於講壇上講道。司禱員並可於聖禮時穿上黑長衫白袍或白長衫，並戴上藍色聖帶。